# Hikmat Mirzayev
Hikmat Izzat oglu Mirzayev (en azerí: Hikmət İzzət oğlu Mirzəyev; Bilasuvar) es teniente general azerbaiyano que integra las Fuerzas Armadas de Azerbaiyán con el cargo de comandante de las Fuerzas Especiales de la República de Azerbaiyán, Héroe de la Guerra Patria.

## Biografía

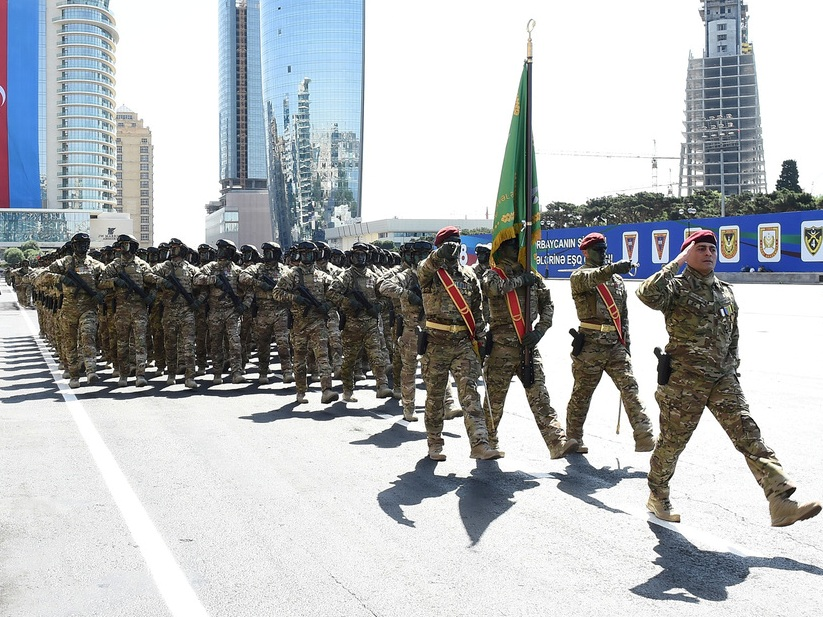
Las Fuerzas Especiales de Azerbaiyán bajo el mando de general Hikmat Mirzayev en desfile militar por el centenario de las Fuerzas Armadas de Azerbaiyán, el 26 de junio de 2018.

Hikmat Mirzayev nació en el raión de Bilasuvar.
El 19 de enero de 2002 recibió el rango de mayor general por el decreto del presidente de Azerbaiyán, Heydar Alíyev.
Dirigió las Fuerzas Especiales de Azerbaiyán en la guerra de los Cuatro Días en 2016.
En 2020 participó en la Guerra del Alto Karabaj. El 4 de octubre el comandante en jefe de las Fuerzas Armadas de la República de Azerbaiyán, el presidente Ilham Aliyev, felicitó a los comandantes del Cuerpo Conjunto - General de División Mais Bərxudarov, General de División Hikmat Mirzayev y a todo su personal - por la liberación de la ciudad de Jabrayil y de nueve aldeas del raión de Jabrayil. También firmó una orden para conferir el alto rango militar de teniente general al general de división.
El 11 de enero de 2024, el Viceministro de Defensa de la República de Azerbaiyán fue nombrado comandante de las Fuerzas Terrestres.

## Premios y títulos
- Orden de la Bandera de Azerbaiyán (1994)
- Medalla al Heroísmo (2003)[5]
- Orden “Por la Patria (2007)
- Orden "Por el servicio a la patria" (2015)[6]
- Medalla de distinción en el Servicio Militar (Azerbaiyán) (3.º grado)
- Medalla de distinción en el Servicio Militar (Azerbaiyán) (2.º grado)
- Medalla de distinción en el Servicio Militar (Azerbaiyán) (1.º grado)
- Medalla "Centenario del ejército azerbaiyano"
- Medalla de Héroe de la Guerra Patria (2020)[7]
- Medalla Por la liberación de Jabrayil (2020)[8]
- Medalla Por la liberación de Fuzuli (2020)[9]
- Medalla Por la liberación de Qubadli (2020)[10]
- Medalla Por la liberación de Shusha (2020)[11]
- Medalla Por la liberación de Kalbajar (2020)[12]